# Musée du Touquet-Paris-Plage – Édouard Champion

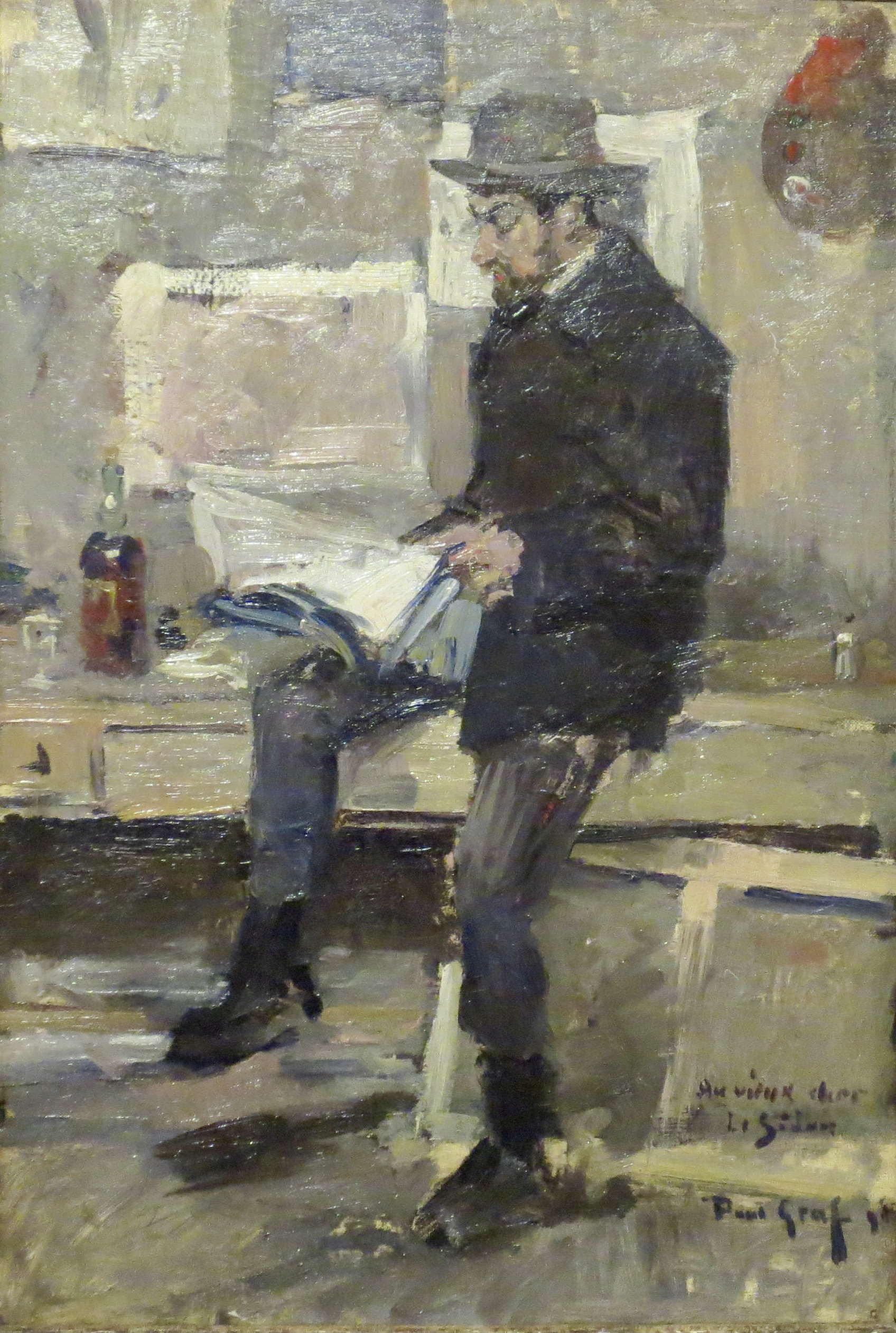
Paul Graf: Porträt des Malers Henri le Sidaner in seinem Atelier, 1891. Sammlung des Museums.

Das Musée du Touquet-Paris-Plage – Édouard Champion befindet sich in der gleichnamigen Stadt an der Côte d’Opale in Nordfrankreich am Ärmelkanal. Die Dauerausstellung des Museums bietet einen umfassenden Überblick über die künstlerische und kulturelle Entwicklung der Region Le Touquet-Paris-Plage. Regelmäßig finden Sonderausstellungen statt.

## Geschichte

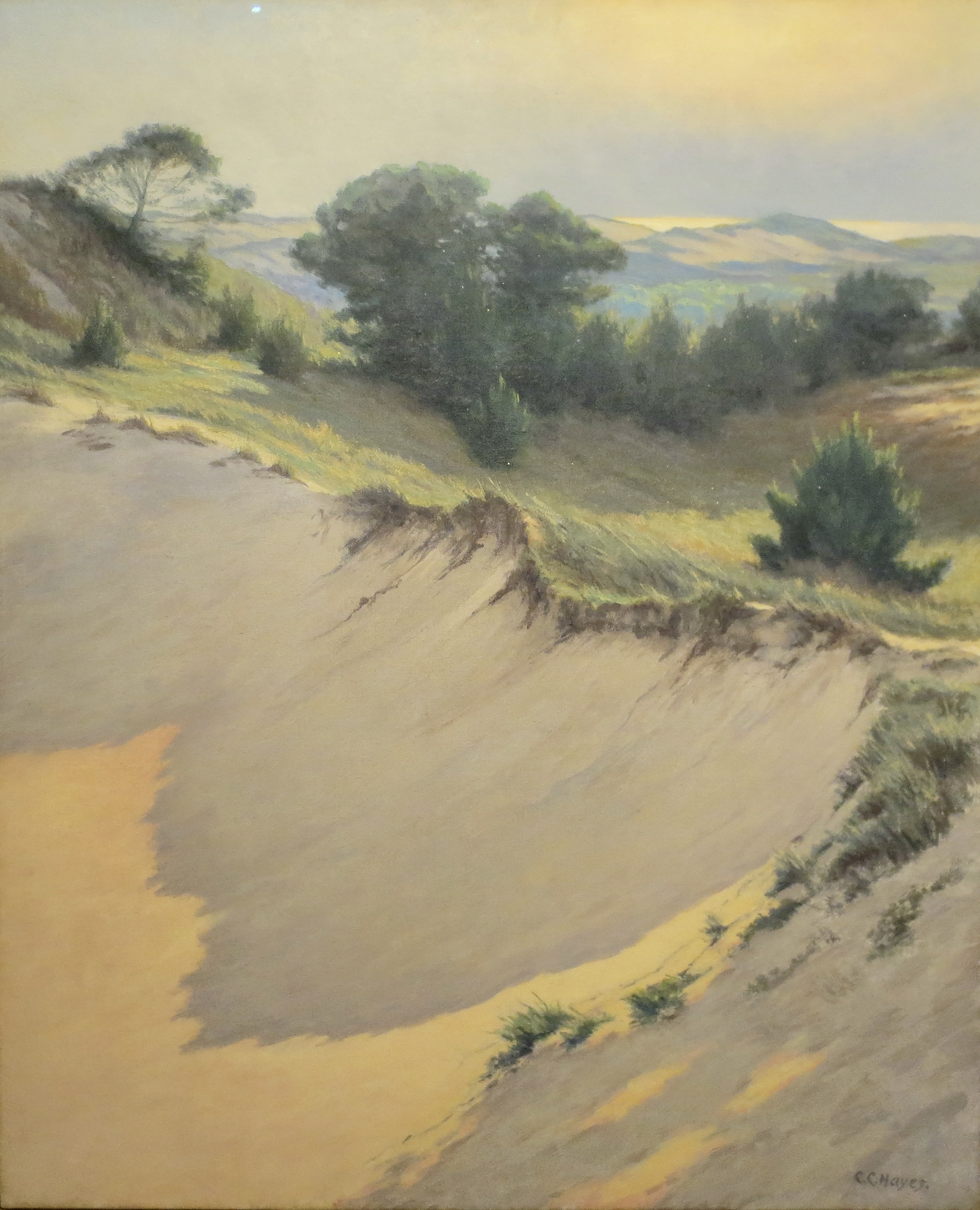
Chester C. Hayes (1867–1947): Dünen, 1932. Sammlung des Museums.

Im Rahmen der Feierlichkeiten zum 50-jährigen Jubiläum des Ferienortes Le Touquet-Paris-Plage erfolgte am 10. Juli 1932 die Eröffnung des Musée du Touquet-Paris-Plage. Die Gründung des Museums erfolgte auf Initiative der Akademischen Gesellschaft von Le Touquet-Paris-Plage sowie von Édouard Champion, dem Mitbegründer und ersten Kurator des Museums. Im Rahmen der Eröffnungsausstellung wurden neben Dokumenten der Société académique du Touquet-Paris-Plage, die die Geschichte des Ortes dokumentieren, auch Werbeplakate gezeigt, die für das Reiseziel Paris-Plage warben. Im Anschluss an die Eröffnungsausstellung wurden dort präsentierte Werke von William Lee Hankey, Chester C. Hayes, Max Wulfart, Pierre Billet und Édouard Lévêque dem Museum geschenkt und bildeten so den Anfangsbestand der Sammlung.
1937 bereicherten weitere Schenkungen von Eugène Chigot und Henri Le Sidaner, dem Gründer der École d’Étaples, das Museum. Henri Le Sidaner überließ dem Museum auch Werke befreundeter Maler wie Eugène Lawrence Vail, Frits Thaulow und Henri Duhem. Der Museumsdirektor Édouard Champion wandte sich immer wieder auch an seine Pariser Freunde mit der Bitte um Schenkungen. Zu den Gönnern gehörten Iso Rae, Lucien Jonas, Sarah Bernhardt und Antoine Bourdelle.
Als Édouard Champion 1938 starb, hinterließ er seinen Kunstbesitz, seine Dokumentationen und fast 400 Porträtfotografien von Persönlichkeiten, alle mit Widmungen versehen. 1998 schenkte die Bühler-Brockhaus-Stiftung zwei Werke, ein Gemälde von Eugène Boudin und eine Skulptur von Jules Dalou.
1989 zog das Museum in die Villa Way Side um. Die Villa Way Side wurde 1925 nach Plänen des Architekten Henri-Léon Bloch erbaut und von der Stadt Le Touquet-Paris-Plage unter Léonce Deprez erworben. Seit 1991 ist sie Sitz des Museums von Le Touquet-Paris-Plage, das nach dem Zweiten Weltkrieg vom Stadtrat in Musée Édouard Champion umbenannt wurde und später in das Musée du Touquet-Paris-Plage umbenannt wurde. Am 14. Februar 2022 wurde der Name des Gründers wieder in den Namen des Museums aufgenommen, das seitdem Musée du Touquet-Paris-Plage – Édouard Champion heißt.

## Sammlung

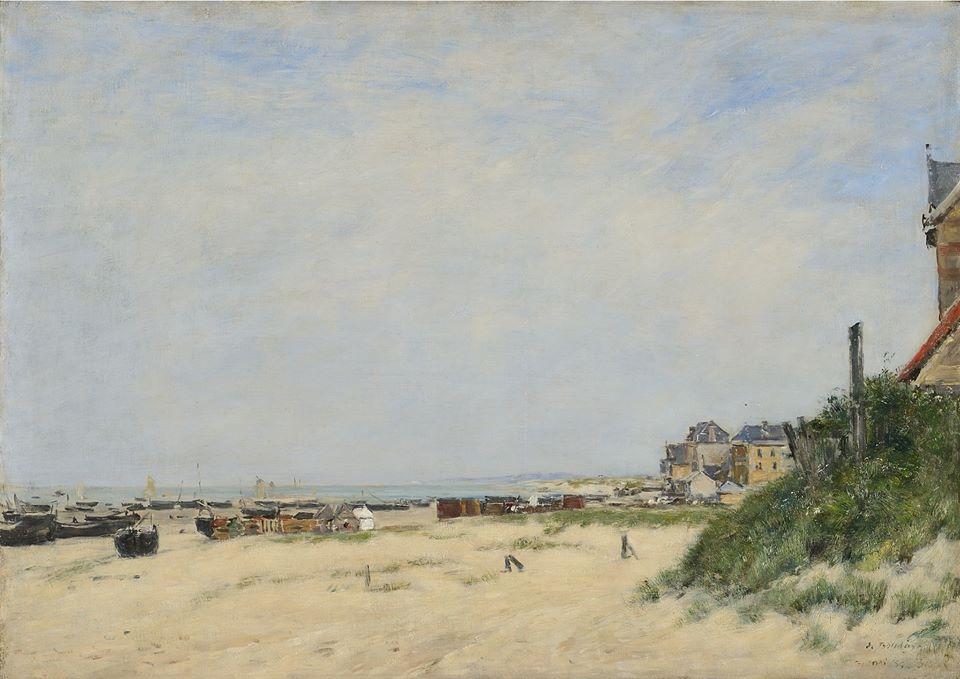
Eugène Boudin (1824–1898): Strand von Berck, 1881. Sammlung des Museums.

Die Sammlung des Museums umfasst mehr als 300 Werke, darunter zahlreiche Gemälde von Malern der École d’Étaples (Ende des 19. und Anfang des 20. Jahrhunderts). Sie umfasst auch moderne Kunst und zeitgenössische Kunst, darunter Werke von Sonia Delaunay, Hans Hartung, Alfred Manessier, Victor Vasarely, Olivier Debré und Jean Dubuffet. Im Jahr 2022 schenkte Carlotta Edwina Gray Hadley, die Enkelin des Malers William Samuel Horton, vier Notizbücher mit insgesamt 153 Skizzen. Darunter befinden sich vierzehn Werke, von denen sechs Le Touquet-Paris-Plage darstellen.